# Horst (Heinsberg)
Horst ist ein Stadtteil von Heinsberg im Kreis Heinsberg im westlichen Nordrhein-Westfalen. Der Ort liegt im Wurmtal. Das Dorf bildet zusammen mit dem angrenzenden Dorf Porselen einen Stadtbezirk der Stadt Heinsberg. Der Stadtbezirk wird durch den gewählten Ortsvorsteher im Stadtrat von Heinsberg vertreten.

## Geschichte
Horst, am Rande einer Terrasse zum Wurmtal gelegen, ist eine der letzten Ortschaften der Stadt Heinsberg nach Osten hin. Der Name Horst bedeutet „ein Gelände mit Gestrüpp“. Er taucht erstmals in einer Urkunde von 1223 auf. Dort heißt es in lateinischer Sprache „citra Randenrode qui Hurst nuncupat“ („diesseits von Randerath“), was sich Horst nennt.
Die Urkunde beschreibt die umgebende Landschaft als „loco palustri et nemoroso“, d. h. als sumpfige und bewaldete Gegend.
Für die ursprüngliche Entstehung von Horst wird, ausgehend von den grundherrlichen Strukturen, das 9./10. Jahrhundert angenommen.
Der örtliche Fronhof war Heinsberger Lehen. Er erschien erstmals im 14. Jahrhundert im Lehensregister und war zu dieser Zeit in der Hand des Golin von Bracht.
In einer Urkunde von 1372 findet der Verkauf des Hofes an Heinrich Bluven Erwähnung. Dessen Sohn, ebenfalls mit Namen Heinrich Bluven, gehörte als Kanoniker und Kantor dem Gangolfusstift Heinsberg an. 1394 schenkte er den Hof dem Gangolfusstift; dies geschah vor dem Lehnsherrn Johann (II.) von Loin-Heinsberg. Obwohl Geistlicher, hatte Heinrich Bluven Kinder mit einer Frau namens Hilken Kertzgens – ein zu jener Zeit nicht ganz unübliches Verhältnis. Diesen Nachkommen wurde der Hof noch 1437 bis zu ihrem Tod zur Nutzung überlassen, weil sie die Gebäude nach einem Brand wieder aufgebaut hatten.
Seit der Übertragung auf das Gangolfusstift wurde der Hof zu Horst lange Zeit als „Kapitels-Hof“ bezeichnet. 1492 wurden die Ländereien des Hofes schließlich an fünf Parteien zur Erbpacht ausgegeben.
Die Lage des Hofes lässt sich aus den Quellen nicht ermitteln. Nach der mündlichen Überlieferung soll er oberhalb der Mühle gelegen haben, was nach heutiger Deutung der Lage des Hofes Sausen-Krings entspricht.
Unabhängig vom Hof zu Horst und der gleichnamigen Örtlichkeit war etwa zeitgleich die Siedlung „zum Holz“ mit einem eigenständigen Fronhof entstanden. Die Lage der Siedlung entspricht dem unteren Verlauf der heutigen Weidenstraße. Nachdem der Hof „zum Holz“ frühzeitig seine Bedeutung verlor, verschmolz die gleichnamige Siedlung mit der Ortslage Horst. Bis 1652 bzw. 1658 wurden in den Dremmener Kirchenbüchern Einwohner aus „Holz“ oder „Holt“ erwähnt.
Bausubstanz aus dieser Zeit bzw. der Siedlung Holz hatte sich mit dem Vorgängerbau des späteren Hauses Schaffrath bis 1936 erhalten. Zu bemerken ist, dass zu Beginn des 19. Jahrhunderts zwischen der Häuserzeile an der „Holzer Straße“ und dem eigentlichen Ortskern von Horst noch eine, wenn auch kleine Siedlungslücke bestand. Weiterhin hat sich bis heute die Flurbezeichnung „Holzer Feld“ erhalten.

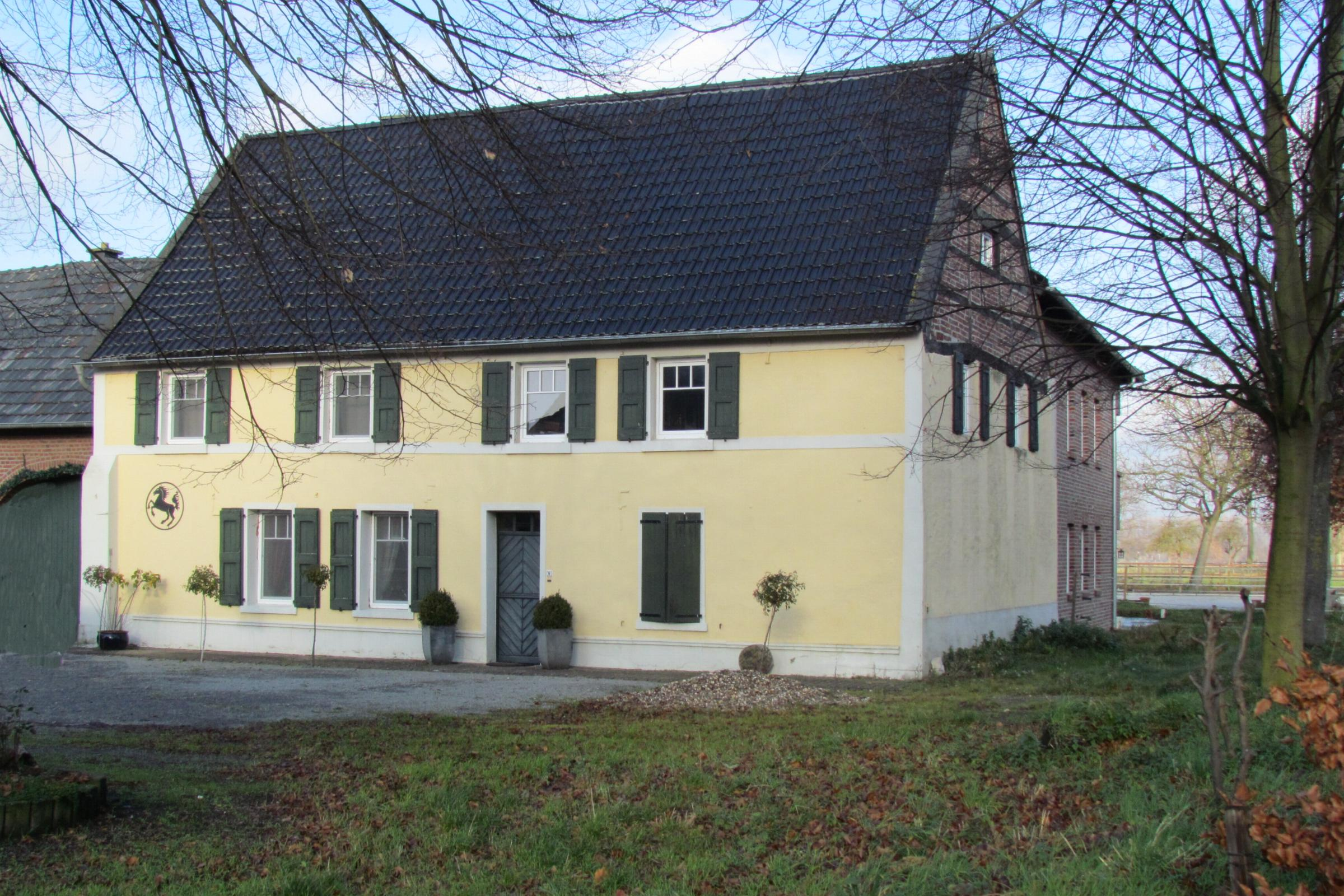
Horster Mühle

Die Horster Wassermühle, angetrieben vom Mühlenbach, findet erstmals 1492 urkundliche Erwähnung, war aber wohl um einiges älter. Ein ursprünglicher Zusammenhang mit dem Horster Fronhof und der lokalen Grundherrschaft darf als sicher angesehen werden.
Der Kappbusch wurde mehr und mehr gerodet, und es entstanden stattliche Gehöfte, zu denen viel Weideland gehörte. Der Zins, den man auch weiterhin in Form von Hafer in Heinsberg an das dortige Rentamt abliefern musste, wurde schließlich abgelöst, und das Land wurde freibäuerlicher Besitz.
Lange Zeit gehörte zur Gemarkung Horst die Hölkerather Flur zwischen Horst und Herb. Hier befand sich, so heißt es, eine Burg, von der aus Raubritter die umliegenden Dörfer überfielen. Nach der Überlieferung haben sich die Horster Bauern zusammengeschlossen und mit Sensen und Dreschflegeln die Hölkerather Siedlung angegriffen, in Brand gesteckt und vernichtet. Kurz nach der Französischen Revolution bekam auch Horst deren Auswirkungen zu spüren, denn es wurde besetzt und blieb lange Zeit unter französischer Verwaltung. Die französische Besatzung hat ihre Spuren in der Umgangssprache der Bevölkerung hinterlassen, einige Begriffe aus der französischen Sprache sind heute noch gebräuchlich. Im 19. Jahrhundert blühte in Horst das Handwerk der Samtweberei. Den Samt brachte man nach Krefeld. Als dort aber mechanische Webstühle aufgestellt wurden, gerieten alle Einwohner, die nicht viel Land besaßen, in Not. Sie wandten sich der Korbmacherei und dem Holzschuhmachen zu.
Um die Jahrhundertwende gab es für Horst und seine Umgebung bedeutende Veränderungen. Der Bau der Eisenbahnstrecke Lindern – Heinsberg wurde in Angriff genommen. Auf dem „Köresberg“ wurde der Grundstein für die Horster Pfarrkirche St. Josef gelegt. 1913 wurde die Kirche eingeweiht, und Horst wurde selbständige Pfarre. Mancher Horster Bürger fand bald Arbeit in den neu erbauten Vereinigten Glanzstoff-Fabriken AG in Oberbruch oder in dem neu erschlossenen Steinkohlebergwerk Zeche Sophia-Jacoba in Hückelhoven. Nach dem Ersten Weltkrieg wurde eine neue Schule erbaut. Während des Zweiten Weltkriegs räumten die Bewohner ihr Dorf und flohen. Nach ihrer Heimkehr bauten sie ihre Kirche wieder auf, die schwer unter Beschuss gestanden hatte.
Im Jahr 1969 wurde die Schule aufgelöst, und seitdem werden die Räumlichkeiten als Kindergarten genutzt.
Mit der kommunalen Neugliederung wurde Horst ein Ortsteil der Stadt Heinsberg.

## Bauwerke

### Pfarrkirche St. Josef

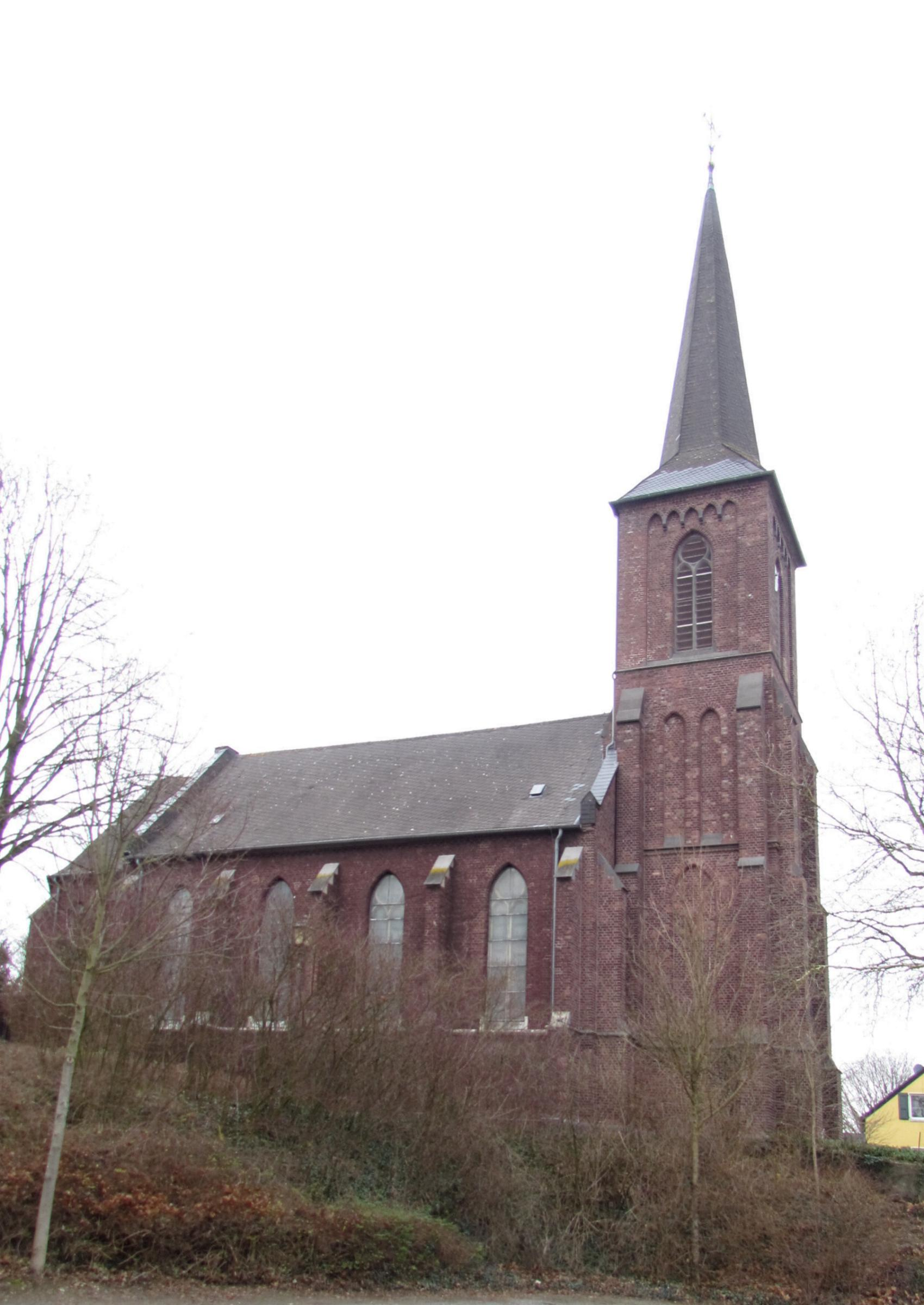
Kirche St. Josef in Horst

Die Pfarrkirche „St. Josef“ wurde als einschiffige neugotische Backsteinkirche im Jahre 1894 erbaut.

### Wassermühle
Bereits um das Jahr 800 n. Chr. wurde zwischen Nirm und Randerath ein Mühlbach abgezweigt, den man „Jonge Worm“ („junge Wurm“) nannte. Dieser Bach führte über Randerath, Horst, Porselen, Dremmen weiter nach Heinsberg und diente auch als Antrieb für die Horster Wassermühle.
1957 wurde die Horster Wassermühle stillgelegt, und die „Junge Wurm“, ein Mühlenkanal der Wurm, zugeschüttet.

### Bürgerhaus
Der damalige Ortsvorsteher Hermann Wählen stellte 2000 den Antrag beim Bürgermeister der Stadt Heinsberg, Herrn Offergeld, Horst geeignete Räume für die Vereine und Feierlichkeiten zur Verfügung zu stellen. Diese Räumlichkeiten fehlten bei Altentagen, Bazaren, Ausstellungen und auch den Vereinen für die Ausrichtung ihrer Veranstaltungen. Besonders dem Musikverein Horst fehlte ein Proberaum, mit der Möglichkeit seine Musikinstrumente dort auch unterzustellen.
2003 beschloss die Stadt Heinsberg den Bau einer Halle. 2004 erfolgte der Spatenstich durch den Bürgermeister Offergeld. Das Richtfest erfolgte im gleichen Jahr.

## Verkehr
Durch Horst verläuft die Buslinie 493, welche wochentags auf unterschiedlichen Linienführungen zwischen der Heinsberger Kernstadt und dem Bahnhof Lindern eine Verbindung herstellt. Zusätzlich verkehrt an Schultagen eine Fahrt der Linie 492. Abends und am Wochenende kann der MultiBus angefordert werden.
| Linie | Verlauf |
| ----- | --- |
| 492   | (Oberbruch –) Dremmen Bf – Uetterath – Randerath Bf – Himmerich – Hilfarth |
| 493   | Heinsberg Busbf – (Heinsberg Kreishaus –) Schafhausen – Eschweiler – Grebben – Oberbruch – Hülhoven – Dremmen – (Dremmen Bf –) Porselen – Horst – Randerath – (Lindern Linnicher Str. ←) Lindern Bf – Linnich-SIG Combibloc |

Die 1890 eröffnete und 1980 stillgelegte Bahnstrecke von Lindern nach Heinsberg wurde am 15. Dezember 2013 wieder reaktiviert.
| Linie | Zuglauf | Taktfrequenz |
| ----- | --- | ------------ |
| RB 33 | Rhein-Niers-Bahn: Heinsberg (Rheinl) – Heinsberg Kreishaus – Heinsberg-Oberbruch – Heinsberg-Dremmen – Heinsberg-Porselen – Heinsberg-Horst – Heinsberg-Randerath – Lindern – Geilenkirchen – Übach-Palenberg – Herzogenrath – Kohlscheid – Aachen West – Aachen Schanz – Aachen Hbf Stand: Fahrplanwechsel Juni 2022 | 60 min       |

## Vereine
Das Horster Dorfleben zeichnet sich durch ein reges Vereinsleben aus, dazu gehören u. a.:
- Heimat- und Bürgerverein Heinsberg Horst e. V.[19]
- Musikverein St. Josef Horst e. V.[20]
- Horster Karnevalsverein[21]
- St. Petri-Schützenbruderschaft von 1925
- Eine 2005 eröffnete Bürgerhalle[22] kann von Bürgern und Vereinen genutzt werden.

## Infrastruktur
- Freiwillige Feuerwehr, Löschgruppe Heinsberg Horst.

## Persönlichkeiten
In diesem Abschnitt sind in Horst geborene Personen oder Personen, deren Namen eng mit Horst verknüpft sind, aufgelistet.
- Wilfried Oellers (* 1975), Politiker und Rechtsanwalt